# Ласло Сабо (шахіст)
Ла́сло Са́бо (угор. Szabó László; 19 березня 1917, Будапешт — 8 серпня 1998, там само) — угорський шахіст, гросмейстер (1950).

## Біографія

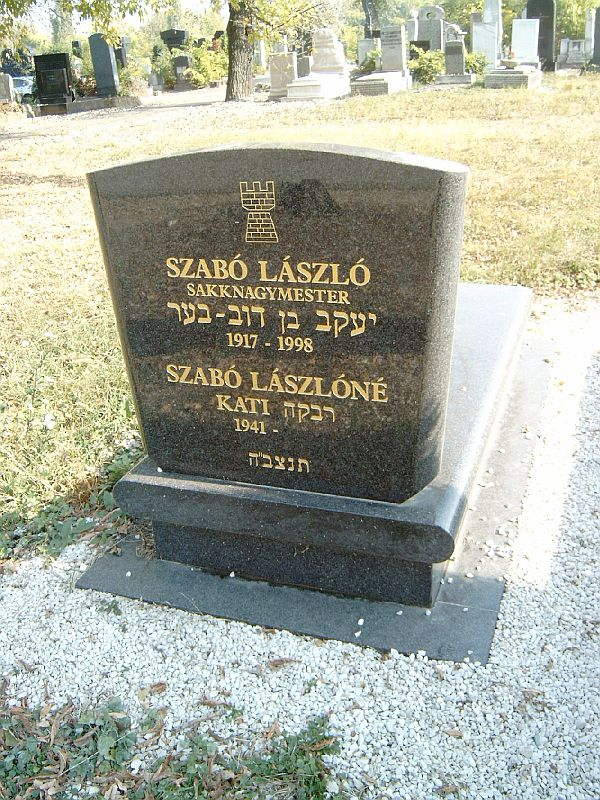

Навчився грати у шахи у 6 років, з 14 років виступав у змаганнях, у 17 став національним майстром. Перших великих успіхів досяг у 18 років: виграв першість Угорщини у Тататовароші та був включений до збірної країни для участі у шаховій олімпіаді. У молодості був банківським службовцем, після війни став шахістом-профессіналом. Під час війни знаходився у радянському полоні. До середини 60-х років був найсильнішим шахістом Угорщини (потім першу позицію зайняв Лайош Портіш). Тричі брав участь у турнірах претендентів. 11 разів грав за команду Угорщини на шахових олімпіадах, в тому числі 5 — на першій дошці. 9 разів був чемпіоном Угорщини, виграв більше 20 міжнародних турнірів.
Міжнародний арбітр (1954). Шаховий літератор. Багато ровів був редактором журналу «Мадьяр шаккелет».
Після смерті Л. Сабо його багата шахова бібліотека та архів були передані у дар Клівлендській суспільній библиотеці.

## Основні спортивні результати
| Рік     | Турнір                                    | Результат | Місце |
| ------- | ----------------------------------------- | --------- | ----- |
| 1935    | Чемпіонат Угорщини                        | 13 з 17   | 1     |
| 1937    | Чемпіонат Угорщини                        | 9½ з 11   | 1     |
| 1938-39 | Ґастінгс                                  | 7½ з 9    | 1     |
| 1939    | Амстердам/Хілверсюм                       | 3½ з 5    | 1-3   |
| 1946    | Заандам                                   | 4½ з 5    | 1     |
|         | 2-й чемпіонат Угорщини                    | 15 з 17   | 1     |
|         | Гронинген                                 | 11½ з 19  | 4-5   |
| 1947    | Зональный турнір (Хілверсюм)              | 7½ з 13   | 5-6   |
|         | Меморіал Шлехтера (Відень)                | 11½ з 15  | 1     |
|         | Хілверсюм                                 | 6½ з 7    | 1     |
| 1947-48 | Ґастингс                                  | 7½ з 9    | 1     |
| 1948    | Міжзональний турнір                       | 12½ з 19  | 2     |
|         | Будапешт                                  | 12 з 15   | 1     |
| 1949    | Венеція                                   | 11½ з 15  | 1     |
| 1949-50 | Ґастингс                                  | 8 з 9     | 1     |
| 1950    | Турнир претендентов                       | 7 з 18    | 8-10  |
|         | 6-й чемпіонат Угорщини                    | 15 из 19  | 1     |
| 1951    | Зональний турнір (Марианське-Лазне)       | 12 з 16   | 2     |
| 1952    | Міжзональний турнір                       | 12½ з 20  | 5-8   |
|         | 8-й чемпіонат Угорщини                    | 13 з 17   | 1     |
| 1953    | Турнір претендентів                       | 13 з 28   | 12    |
| 1954    | Зональний турнір (Прага/Марианське-Лазне) | 14½ з 19  | 2     |
|         | 10-й чемпіонат Угорщини                   | 13½ з 17  | 1     |
| 1955    | Міжзональний турнір                       | 12 з 20   | 5-6   |
| 1956    | Турнір претендентів                       | 9½ з 18   | 3-7   |
| 1957    | Зональний турнір (Вагенінген)             | 13½ з 17  | 1     |
| 1958    | Міжзональний турнір                       | 11½ з 20  | 7-11  |
|         | 14-й чемпіонат Угорщини                   | 12½ з 17  | 1-3   |
| 1959    | 15-й чемпіонат Угорщини                   | 13½ з 18  | 1-3   |
| 1960    | Санта-Фе                                  | 5½ з 7    | 1-2   |
|         | Асунсьйон                                 | 10 з 12   | 1-2   |
| 1961    | Зональний турнір (Марианське-Лазне)       | 7 з 15    | 8-9   |
|         | 16-й чемпіонат Угорщини                   | 13½ з 17  | 1-2   |
| 1962    | Торремолінос                              | 7½ з 11   | 1-3   |
| 1964    | Зональний турнір (Кечкемет)               | 8½ з 15   | 5-6   |
|         | Париж                                     | 8½ з 9    | 1     |
|         | Загреб                                    | 9½ з 13   | 1     |
| 1965    | Будапешт                                  | 11 з 15   | 1-3   |
| 1966    | Париж                                     | 7½ з 9    | 1-2   |
| 1967    | 23-й чемпіонат Угорщини                   | 13½ з 18  | 1     |
| 1972    | Сараєво                                   | 11 з 15   | 1     |
| 1973    | Лас-Вегас                                 | 7 з 8     | 1-3   |
|         | Хілверсюм                                 | 9½ з 14   | 1-2   |
| 1973-74 | Ґастингс                                  | 10 з 15   | 1-4   |
| 1974    | Дортмунд                                  | 8½ з 11   | 1-2   |
| 1975    | Коста-Брава                               | 7½ з 11   | 1-4   |
| 1976    | Капфенберг                                | 8½ з 12   | 1     |
| 1979    | Хельсінки                                 | 6 з 9     | 1-3   |

## Книги
- 50 év — 100 000 lépés [50 років — 100 000 ходів]. — Bdpst.: Sport, 1981. — 520 с., [5] л. ил. — ISBN 963-253-371-2.